# クロロペンタアンミンコバルト(III)塩化物
クロロペンタアンミンコバルト(III)塩化物（英: Chloropentaamminecobalt(III) chloride）は化学式が[Co(NH3)5Cl]Cl2で表される化合物である。こうしたペンタアンミン錯塩はプルプレオ塩と呼ばれる。赤紫色の外観をしており、水に可溶である。この化合物は錯体化学において長らく研究されてきた。

## 調製
塩化コバルトとアンモニアから2段階の反応を経て合成される。
{\displaystyle {\ce {2CoCl2*6H2O + 10NH3 + 2HCl + H2O2 -> 2[Co(NH3)5(H2O)]Cl3 + 12 H2O}}}
{\displaystyle {\ce {[Co(NH)5(H2O)]Cl3 -> [Co(NH3)5Cl]Cl2 + H2O}}}
水中ではクロロ配位子が水と置換される。[Co(NH3)5Cl]2+ は C4v の対称性を持つ。 

## 歴史
コバルト錯体は種類が多く、調整が容易なうえ、色も鮮やかなので、無機化学の分野では昔から注目されてきた。錯体化学の分野でノーベル賞を受賞したアルフレッド・ウェルナーもこうしたコバルト化合物を研究して業績をあげていた。ウェルナー以前のアンミン錯体のモデルは炭素鎖の構造に倣い、アンモニアが鎖状に結合している(鎖状構造説)と推定されていた。これはスウェーデンの化学者C・W・ブロムストラントとデンマークの化学者S・M・ヨーゲンセンによって提唱されていた。これに対してウェルナーは、コバルトとアンモニア、塩化物イオンから成る化合物に硝酸銀を加えると、析出する塩化銀の沈殿量が異なるという実験事実から、塩化物イオンは中心の金属と強く結合しているものと通常のイオンとして振る舞うものの2つの環境があるという考え方を提唱した。即ち、通常のイオンとして振る舞うもののみが硝酸銀と容易に反応すると考えて、配位説を打ち立て、鎖状構造説を覆した。